# Чурналистика
Чурнали́стика (англ. churnalism) — разновидность журналистики, для которой характерно использование пресс-релизов, сообщений информационных агентств и других форм готовых материалов для создания статей в газетах и других средствах массовой информации без проведения дополнительных исследований или проверки для экономии времени и финансовых затрат. Чурналистика распространилась до такой степени, что значительная часть материалов в прессе не являются оригинальными. Спад оригинальной журналистики связан с соответствующим ростом пиара[прояснить].

## Распространение
Британский журналист Ник Дэвис в книге «Новости с плоской Земли» (англ. Flat Earth News) рассказал об исследовании, проведённом в Кардиффском университете профессором Джастином Льюисом и группой исследователей, которые обнаружили, что 80 % статей в солидной британской прессе не были оригинальными и только 12 % материалов были созданы репортёрами. В результате снижается качество и точность, поскольку статьи подвержены манипуляциям и искажениям.
Введение термина приписывают журналисту Би-би-си Васиму Закиру. По его словам, тенденция к этой форме журналистики связана с репортёрами, которые становятся в большей степени реагирующими на события и менее инициативными при поиске новостей: «К вам поступает рассылка из агентств, а репортёры штампуют её, перерабатывая материал и, возможно, добавляя кавычки в случайные места. Это затрагивает каждый отдел новостей в стране, и репортёры становятся чурналистами».
Автор статьи в British Journalism Review, посвящённой этому вопросу, назвал эту тенденцию смертельной для нынешней журналистики, «предвестником конца новостной журналистики, какой мы её знаем; вердикт коронера может быть лишь один — самоубийство». Другие, например Питер Престон, бывший редактор The Guardian, посчитал эту проблему преувеличенной, заметив, что никогда не существовало золотого века журналистики, в котором репортёры не подвергались бы подобному воздействию.
В 2011 году Daily Mail сообщила, что за подписью бывшего редактора The Sun и News of the World Ребекки Брукс «десятки, если не сотни передовых статей были написаны пиарщиками. Они выдумывали заголовок и заметку, а The Sun и News of the World публиковали это. Между тем, заслуживающие уважения материалы уважаемых журналистов были похоронены глубоко внутри газеты».
Чурналистика встречаются не только в газетах. Например, этим термином была обозначена книга Free главного редактора журнала Wired Криса Андерсона, который при её написании широко применял метод «переработки» чужих текстов, в том числе из Википедии. Психиатр Дэвид Хили критиковал использование в научных журналах материалов, написанных «безымянными» авторами.